# Nuoto ai Giochi della II Olimpiade - 4000 metri stile libero
I 4000 metri stile libero erano una delle sette gare del programma di nuoto dei Giochi della II Olimpiade di Parigi.  
Questa era la più dura delle tre gare, che si disputavano in questi giochi, in stile libero; si disputò il 15 e il 19 agosto 1900. Vi parteciparono ventinove nuotatori, provenienti da sette nazioni.
La competizione si tenne una sola volta. I 4000 m stile libero sono stati la gara olimpica più lunga, fino all'istituzione dei 10 km maschili ai giochi della XXIX Olimpiade.

## Risultati
Il primo turno di divideva in tre semifinali. Il vincitore di ogni semifinale era qualificato per la finale; poterono prendere parte a quella anche i sei atleti con il miglior tempo. Le semifinali si tennero il 15 agosto.

### Semifinali

#### I Semifinale
| Posizione | Atleta             | Paese         | Tempo     |
| --------- | ------------------ | ------------- | --------- |
| 1         | John Jarvis        | Gran Bretagna | 1:01'48"4 |
| 2         | Bill Burgess       | Gran Bretagna | 1:15'04"8 |
| 3         | Louis Martin       | Francia       | 1:22'29"6 |
| 4         | Alois Anderle      | Austria       | 1:26'25"6 |
| 5         | Lagarde            | Francia       | 1:38'31"8 |
| 6         | de Romand          | Francia       | 1:50'36"4 |
| 7         | Fumouze            | Francia       | 2:02"27'0 |
| ritirato  | Hermand            | Belgio        | ---       |
| ritirato  | Georges Leuillieux | Francia       | ---       |

#### II Semifinale
| Posizione | Atleta        | Paese         | Tempo     |
| --------- | ------------- | ------------- | --------- |
| 1         | Zoltán Halmay | Ungheria      | 1:11'33"4 |
| 2         | Eduard Meijer | Paesi Bassi   | 1:17'55"4 |
| 3         | William Henry | Gran Bretagna | 1:22'58"4 |
| 4         | Texier        | Francia       | 1:31'02"8 |
| 5         | Kobierski     | Francia       | 1:37'10"4 |
| 6         | Lué           | Francia       | 1:46'40"4 |
| ritirato  | L. Baudoin    | Francia       | ---       |
| ritirato  | Gallais       | Francia       | ---       |
| ritirato  | Landrich      | Francia       | ---       |

#### III Semifinale
| Posizione | Atleta         | Paese         | Tempo     |
| --------- | -------------- | ------------- | --------- |
| 1         | Fabio Mainoni  | Italia        | 1:25'16"6 |
| 2         | Ernest Martin  | Francia       | 1:28'32"6 |
| 3         | Louis Laufray  | Francia       | 1:35'03"2 |
| 4         | Mortier        | Francia       | 1:40'16"8 |
| ritirato  | Jules Clévenot | Francia       | ---       |
| ritirato  | Gellé          | Francia       | ---       |
| ritirato  | Heyberger      | Francia       | ---       |
| ritirato  | E.T. Jones     | Gran Bretagna | ---       |
| ritirato  | Loppé          | Francia       | ---       |
| ritirato  | Regnault       | Francia       | ---       |
| ritirato  | Vallée         | Francia       | ---       |

### Finale
La finale si tenne il 19 agosto. Jarvis vinse facilmente, con più di dieci minuti di un distacco da Halmay.
| Posizione | Atleta        | Paese         | Tempo     |
| --------- | ------------- | ------------- | --------- |
|           | John Jarvis   | Gran Bretagna | 58'24"0   |
|           | Zoltán Halmay | Ungheria      | 1:08'55"4 |
|           | Louis Martin  | Francia       | 1:13'08"4 |
| 4         | Bill Burgess  | Gran Bretagna | 1:15'07"6 |
| 5         | Eduard Meijer | Paesi Bassi   | 1:16'37"2 |
| 6         | Fabio Mainoni | Italia        | 1:18'25"4 |
| 7         | Ernest Martin | Francia       | 1:26'32"2 |
| ritirato  | Alois Anderle | Austria       | ---       |
| ritirato  | William Henry | Gran Bretagna | ---       |